# Битва при Аазазі (1125)
Битва при Аазазі — битва між хрестоносцями та сельджуками. Відбулась 11 червня 1125 року.

## Передумови
1118 року Жослен де Куртене, граф Едеси, захопив у Іль-Газі, атабека Алеппо, Аазаз — місто на півночі Сирії. Наприкінці наступного року хрестоносці під проводом Рожера Салернського, регента Антіохії, зазнали поразки у битві на Кривавому полі, а 18 квітня 1123 року, дорогою до Едеси був узятий у полон Балдуїн II, король Єрусалиму. 19 жовтня 1124 року Балдуїн, якого після року ув'язнення в Харпуті, вдалося викупити за величезну суму в 80 000 динарів, негайно взяв в облогу Алеппо.

## Битва
На допомогу Алеппо вирушив Бурзукі, атабек Мосула. Під його натиском хрестоносці були змушені зняти облогу й відступити. Потім Бурзукі обложив Зердану на території Едеського графства. Балдуїн II, вірменський князь Левон I, Жослен I і Понс, граф Триполі, із загоном з 1100 лицарів та 2000 піхотинців зіткнулись із Бурзукі, армія якого набагато переважала за чисельністю сили хрестоносців, під Аазазом.
Коли Бурзукі розташувався табором, Балдуїн удав, що відступає, чим заманив сельджуків на відкритий простір в околицях міста. Між арміями зав'язався тривалий і кривавий бій, у якому сельджуки зазнали поразки. Здобич, захоплена в таборі переможених, дозволила Балдуїну викупити багатьох бранців, які перебували в руках мусульман, серед них був звільнений майбутній граф Едеси Жослен II.

## Наслідки
Перемога при Аазазі дозволила хрестоносцям частково відновити вплив у регіоні, втрачений після поразки у битві на Кривавому полі в червні 1119 року. 1128 року сили Алеппо й Мосула об'єднались під владою сильного воєначальника Зангі, та хрестоносці поступово втрачали контроль над територіями північної Сирії.